# Etta Cameron
Etta Cameron (nombre de nacimiento, Ettamae Louvita Coakley; Nasáu, 21 de noviembre de 1939 – Aarhus, 4 de marzo de 2010) fue una cantante de góspel bahamiana-danesa. Se especializó en jazz y góspel, y dejó su huella en la cultura popular danesa con sus canciones desde su llegada en la década de los 70. De hecho, recibió la medalla de la Orden de Dannebrog en 1997. También fue conocida por ser una de las jueces de las primeras dos temporadas del popular talent show de Dinamarca Scenen er din, versión danesa del programa estadounidense Star Search.

## Biografía
Aunque Cameron nació en Nasáu, de 1967 a 1972 vivió en Berlín Occidental que utilizó como base para obtener trabajo en Europa oriental y occidental. Las informaciones de que había perdido su pasaporte y posteriormente se vio obligada a permanecer en la RDA durante cinco años han demostrado ser falsas. En 1972, Cameron se trasladó su residencia a Dinamarca.
Su hija Debbie Cameron, nacida en Miami, Florida, en 1958, también se trasladó a Dinamarca en 1978, donde también se dedicó a la música y representó en dos ocasiones a Dinamarca en el Festival de Eurovisión en 1979 y 1981 junto a Tommy Seebach. 

## Discografía en solitario
- Come together with Etta (1975)
- I'm a Woman (1976)
- Mayday (1980)
- Easy (1981)
- My Gospel (1987)
- A Gospel Concert with Etta Cameron (1995)
- Lovesongs (1995)
- Etta Cameron mit NDR Big Band (1996)
- Certainly Lord (1996)
- My Christmas (1996)
- 'Etta Cameron Ole Kock Hansen and Tuxedo Big Band (1998)
- A Gospel Concert with Etta Cameron vol. 2 (1996)
- I Have a Dream (2000)
- Lady Be Good (2003)
- Her vil ties, her vil bies (2005)
- Spirituals (2008)
- Etta (2009)

## Filmografía
- Mit mir nich, Madam (1969)
- Peter von Scholten (1987)
- Mimi og madammerne (1998)

## Literatura
- Hun gav smerten vinger  (2007)